# Brigitte Gruel
Pour les articles homonymes, voir Gruel.
Brigitte Gruel est une actrice française.

## Biographie
En 1974, Brigitte Gruel obtient son premier rôle dans Le Chaud Lapin, un film français du metteur en scène Pascal Thomas réalisé avec Bernard Menez, Daniel Ceccaldi et Claude Barrois. Elle joue ensuite dans Un oursin dans la poche, une comédie réalisée en 1977 par Pascal Thomas, avec Darry Cowl et Bernard Menez puis deux ans plus tard dans La Fabrique, un conte de Noël, téléfilm de Pascal Thomas avec Bernard Menez et Daniel Ceccaldi.

## Filmographie

### Cinéma
- 1974 : Le Chaud Lapin de Pascal Thomas : Brigitte
- 1977 : Un oursin dans la poche de Pascal Thomas : Nelly Fitzpatrick

### Télévision
- 1979 : La Fabrique, un conte de Noël de Pascal Thomas : La mère